# Morgenbladet
Morgenbladet (norwegisch für Das Morgenblatt) ist eine landesweite, norwegische Wochenzeitung, die in Oslo herausgegeben wird. Seit 2003 ist Alf van der Hagen Chefredakteur und Direktor des Blattes. Das Blatt erhebt den Anspruch, mit den Themen Kultur, Medien, Politik, Kunst, Literatur und Wissenschaft eine politisch unabhängige Stimme in der Medienlandschaft zu sein. Eigentümer von Morgenbladet ist seit 2003 eine Mediengruppe bestehend aus Forlagskonsult, Fritt Ord und Dagsavisen.

## Geschichte
Morgenbladet wurde 1819 vom Buchdrucker Niels Wulfsberg gegründet und war die erste Tageszeitung des Landes. Ihre politische Linie war als konservativ zu bezeichnen. Während des Zweiten Weltkrieges untersagte die deutsche Besatzungsmacht das Erscheinen der Zeitung, ihre Redakteure Olaf Gjerløw und Fredrik Ramm wurden gefangen genommen.
Lange Zeit war Morgenbladet die größte Zeitung Norwegens, musste aber in der Nachkriegszeit ums Überleben kämpfen.
Die Zeitung in ihrer heutigen Form entstand 1993, als Truls Lie Eigentümer und Chefredakteur wurde und sie zu einer Wochenzeitung umbaute.